# Манк (святой)
Манк (Mancus) — святой епископ. Дни памяти — 3 августа, а также 31 мая вместе с Винновом и Мирбадом.
Святой Манк (Mancus), или Манак (Manaccus) считается титулярным патроном церкви в Ланрите (графство Корнуолл в Юго-Западной Англии, где, согласно Уильяму Вустерскому, находятся его святые мощи. Его образ в виде витража XVI века известен в храме Святого Неота в Корнуолле.